# Кадарка
Кадарка — сорт чёрного винограда, используемый для производства красных вин.

## География
Выращивают в основном на Балканах. Распространен в Болгарии, Венгрии, Румынии, Сербии, Украине, Бразилии, Австралии, Германии.

## Основные характеристики
Сила роста лозы большая. Нижняя поверхность листа покрыта опушением. Гроздь средняя, цилиндроконическая. Ягоды средней величины, округлые, темно-синие, с тонкой кожицей. Урожайность этого сорта винограда  зависит от условий, но, как правило, не высока (8—12 т/га). Относится к сортам среднего срока созревания. Средне устойчив к грибковым заболеваниям. У сорта выделено несколько клонов: Кадарка маль, Кадарка фемель, Фоль Кадарка, Кадарка синяя.

## Применение
Используется для приготовления ординарных столовых, десертных вин.

## Синонимы
Носит также следующие названия: Кодрянка, Гымза, Гимза, Гамза, Кадарка блё, Кадарка кек, Кадарка модра, Кадарка фекете, Кадарка черная, Скадарка, Черная гижа, Мекиш, Четерешка.